# Кулат (Челябинская область)
Кулат — деревня в Красноармейском районе Челябинской области России. Входит в состав Луговского сельского поселения.

## География
Деревня находится на северо-востоке Челябинской области, в лесостепной зоне, на южном берегу озера Солёный Кулат, на расстоянии 29 километров (по прямой) к юго-востоку от села Миасского, административного центра района. Абсолютная высота 179 метров над уровнем моря.

## Население
| 2002 | 2010 |
| ---- | ---- |
| 16   | ↘14  |

Гендерный состав
По данным Всероссийской переписи населения 2010 года в гендерной структуре населения мужчины составляли 42,9 %, женщины — 57,1 %.
Национальный состав
Согласно результатам переписи 2002 года, в национальной структуре населения русские составляли 100 %.

## Улицы
Уличная сеть деревни состоит из одной улицы (Дачная).